# Deskloizit
Deskloizit je redek mineral svinčev cinkov vanadat s kemijsko formulo (Pb,Zn)2(OH)VO4, ki kristalizira v ortorombskem kristalnem sistemu in je izomorf z olivenitom.
Mineral je temno češnjevo rdeče do rjave do črne barve. Kristali so prozorni ali neprozorni z mastnim sijajem. Barva črte je oranžno rumena do rjavkasto rdeča. Različek kuprodeskloizit je motno zelene barve in vsebuje znatne količine bakra, ki zamenjuje cink,  in nekaj arzena, ki zamenjuje vanadij. V kristalni strukturi je tudi precej galija in germanija.

## Odkritje in nahajališča
Odkrili so ga leta 1854 v Sierra de Córdoba v Argentini in ga poimenovali po francoskem mineralogu Alfredu Des Cloizeauxu. Mineral tvori majhne prizmatične ali piramidaste kristale v kopučasti skorji in stalaktitske skupke, včasih tudi vlaknate inkrustacije z  mamilarno površino.
Nahaja se v oksidiranih delih žil svinčevih rud. Spremljajo ga piromorfit, vanadinit, vulfenit, motramit, mimetit in ceruzit.
Največja nahajališča vanadija so bila nekoč v Otavi Mountainland (Berg Aukas, Abenab, Baltika in Uitsab) v severni Namibiji, v katerih sta bila glavna rudna minerala deskloizit in motramit. Rudišča so sedaj izčrpana. Druga nahajališča so v Sierra de Cordoba v Argentini, Lake Valleyu v Novi Mehiki, Arizoni,  Phoenixvillu v Pensilvaniji, Zimbabveju, Katangi, Alžiriji in Železni Kapli na Avstrijskem Koroškem.
V Sloveniji so deskloizit našli v rudniku Mežica.